# Athylia fusca
Athylia fusca là một loài bọ cánh cứng trong họ Cerambycidae.